# .asia
.asia امتداد خاص بالعناوين الإلكترونية (نطاق المستوى الأعلى)، نطاق إقليمي مُعَّين رسميًا في الإنترنت لـقارة آسيا والمحيط الهادئ. يُعتبر نطاق مستوى أعلى عام برعاية (gTLD ‏) تديره حاليًا منظمة دوت آسيا. ويُعتبر مجالًا مفتوحًا للشركات والأفراد والمنظمات التي لها صلة بالمنطقة. يمكن رؤية مجالات آسيا واستخدامها من قبل الشركات الآسيوية، المؤتمرات والندوات الإقليمية؛ وكذلك الفنانين والمشاهير الآسيويين وغير ذلك من المتواجدين في المنطقة.
تم تقديم المجال للجمهور من خلال إطلاق شامل يتضمن عدة مراحل منها شروق الشمس ‏ وفترة لاندروش ‏ وقد استمرت العملية منذ 9 أكتوبر 2007 وإلى 12 مارس 2008. حتى أصبح متاحا على أساس التسجيل في 26 مارس 2008 رسميًا. في عام 2013، هناك أكثر من 455,000 المواقع أو المجالات المسجلة عبر هذا النطاق عبر 155 دولة.

## النشر والاستجابة
أسست المنظمة الرسمية للمجال أول برنامج المجالات الرائدة في المجال الآسيوي قبل أن يفتح النطاق أبوابه للتسجيل العام. طُلِبَ من المتقدمين تقديم خطة عمل موجزة للمجال الذي يختارونه وإيداع وديعة تسويقية قيمتها 10,000 دولار أمريكي. لاحقًا تم إرجاع الإيداع بالكامل للمتقدمين الناجحين الذين أثبتوا نجاحهم في التسويق المنسوب إلى الترويج لبنية الامتداد الرسمية.
يمثل برنامج المجالات الرائدة الذي أطلقهُ النطاق للمرة الأولى على الإطلاق التي يفتح فيها سجل المجال أبوابه للنطاقات بناءً على جودة المقترحات الواردة لأي اسم مجال يختاره. تم تنفيذ برامج مماثلة مِن قِبل هذا المجال (يُشار اليهِ غالبًا باسم «برنامج المؤسسين» أو «عملية طلب تقديم العروض») من خلال إطلاق مجال آخر منذ ذلك الحين.

## المجتمع
إنّ منظمة دوت آسيا، المشغل لـ .asia يحكمها مجتمع من نطاقات رمز البلد الأعلى منهم:
1. الصين: .cn
2. إيران: .ir
3. اليابان: .jp
4. كوريا الجنوبية: .kr
5. الفلبين: .ph
6. سنغافورة: .sg

بالإضافة إلى بعض المجموعات ذات الصلة بالإنترنت.

كما وفقًا الموقع الرسمي لهذا النطاق فإنه يهدف إلى خدمة المجتمعات الآسيوية في جميع أنحاء العالم كما هو معلن على موقعها على الإنترنت:
.asia مفتوحة لأي فرد أو شركة أو منظمة في جميع أنحاء العالم، وسرعان ما أصبحت عنوان الويب المفضل من قبل الشخصيات الآسيوية والعلامات التجارية الدولية والمبادرات المحلية في جميع أنحاء أسواق آسيا والمحيط الهادئ.asia تناشد المجتمعات الآسيوية على مستوى العالم، بما في ذلك الأمريكيين الآسيويين، الحي الصيني، المدن الكورية، الهند الصغيرة، إلخ. حول العالم.
اعتمد السجل الحدود على النحو المحدد من قبل آيكان بالنسبة لكُلٍ من آسيا، أستراليا والمحيط الهادئ كأساس لنطاق رسمي لها.
يجب أن يرتبط المجال الآسيوي بجهة اتصال أهلية ليكون مؤهلا في إثبات أن يرتبط مجال آسيا بمنطقة آسيا والمحيط الهادئ. نظرا لأن معايير التسجيل لا تستند إلى العنوان، هذا يعني أنه ليس من الضروري أن يقيم المرء داخل آسيا لامتلاك هذا النطاق (طالما أن المسجل يفي بمتطلبات الأهلية اعتقد النطاق).
وقد تمكن العديد من الأفراد أو الكيانات المتواجدة في خارج المنطقة من تسجيل مجالات عن طريق اختيار وكيل (المقدمة في بعض الأحيان من قبل المسجل).

## الجدل
توجد عديد من ادعاءات التداول من الداخل خلال هذا النطاق؛ ونتيجة لذلك تم تسوية تضارب المصالح في Pool.com، (وهو مزود خدمة المزاد الحصري ببداية هذا المجال) يصف أن الرئيس التنفيذي لشركة Pool.com، وهو ريتشارد تشراير ‏ تم اتهامهُ بتأمين العديد من المزايا غير العادلة أسماء المجال عبر عدد من الشركات لديه على ما يبدو أن لها صلات مع .asia (أي هذا المجال).
بالإضافة لذلك صرّح ريتشارد تشراير ‏ قائلًا «ليس لدينا أي مصلحة ملكية في الشركات المعنية». اعتبارا من 15 مايو 2008، لم يتضح ما إذا كان ريتشارد تشراير ‏ يسيطر على النطاقات المذكورة، ولا ما إذا كان هذا من شأنه أن ينتهك عقد منظمة دوت اسيا أو أي قوانين خاصة بالدول التي ينطبق عليها النطاق الأعلى هذا[بحاجة لمصدر].
استجابت .asia بإصدار استشارة خاصة توضح القواعد المعمول بها لمعالجة تضارب المصالح وقضايا التزوير الموجهة، وأضافت أنه لا أي يوجد دليل يُشير إلى أن مقدمي العروض قد تم حظرهم أو حرمانهم بسبب علاقتهم أو عدم علاقتهم مع Pool.com رسميًا.

### خلافات على أسماء نطاق أخرى
هناك خلافات مستمرة بين منظمة دوت آسيا المحدودة. على كلٍ من نطاقين «.BOX» و «.SPA» نطاقات المستوى الأعلى حيث كانت تُفضل أن تكون هذه من ضمن أعضاء مجلس إدارتها.

## أسماء النطاقات الدولية
أطلقت مُنظمة دوت آسيا اسم النطاق الدولي بعدة لغات التسجيل بهذا النطاق من 11 مايو-11 أكتوبر 2011. تم تطبيق أكثر من 10000 نطاق خلال إطلاق النطاق الأصلي. بدأت نطاقات آسيا في البيع على أساس أسبقية الحضور في 21 يونيو 2012. .تخطط آسيا لإطلاق المجال بلغة آسيوية أخرى في وقتٍ لاحق.

## منظمة دوت آسيا
منذ إطلاق النطاق ساهمت منظمة دوت آسيا بالأموال والدعم لمختلف المشاريع المجتمعية للتقدم الاجتماعي والتكنولوجي في جميع أنحاء قارة آسيا. ولكن لا تقتصر على أولك (حاسوب محمول لكل طفل في آسيا والمحيط الهادئ) وتشمل هذه المشاريع كذلك:
- صندوق ابتكارات مجتمع المعلومات
- برنامج وشبكة المتطوعين الشباب:
  - برنامج سفير الشبكة
- المنتدى الإقليمي لحوكمة الإنترنت في آسيا والمحيط الهادئ
- المراجعة الرقمية لآسيا والمحيط الهادئ.

جنبا إلى جنب مع مجموعة إتش إن (HN) في ماكاو، تقدم منظمة دوت آسيا أيضا خبرتها ومعرفتها لدعم حكومة ماكاو في تشغيل نطاق .MO كرمز المستوى الأعلى لدولة ماكاو رسميًا.

## روابط خارجية
- معلومات <URL>
- أرشيف مبيعات دوت آسيا للمجال
- موقع النطاق الرسمي الرد على المؤامرات حولهُ
- رد دوت آسيا الرسمي على المزاعم